# 斯皮林加
斯皮林加（義大利語：Spilinga），是意大利维博瓦伦蒂亚省的一个市镇。总面积18平方公里，人口1500人，人口密度83.3人/平方公里（2009年）。